# Handelshochschule Helsinki

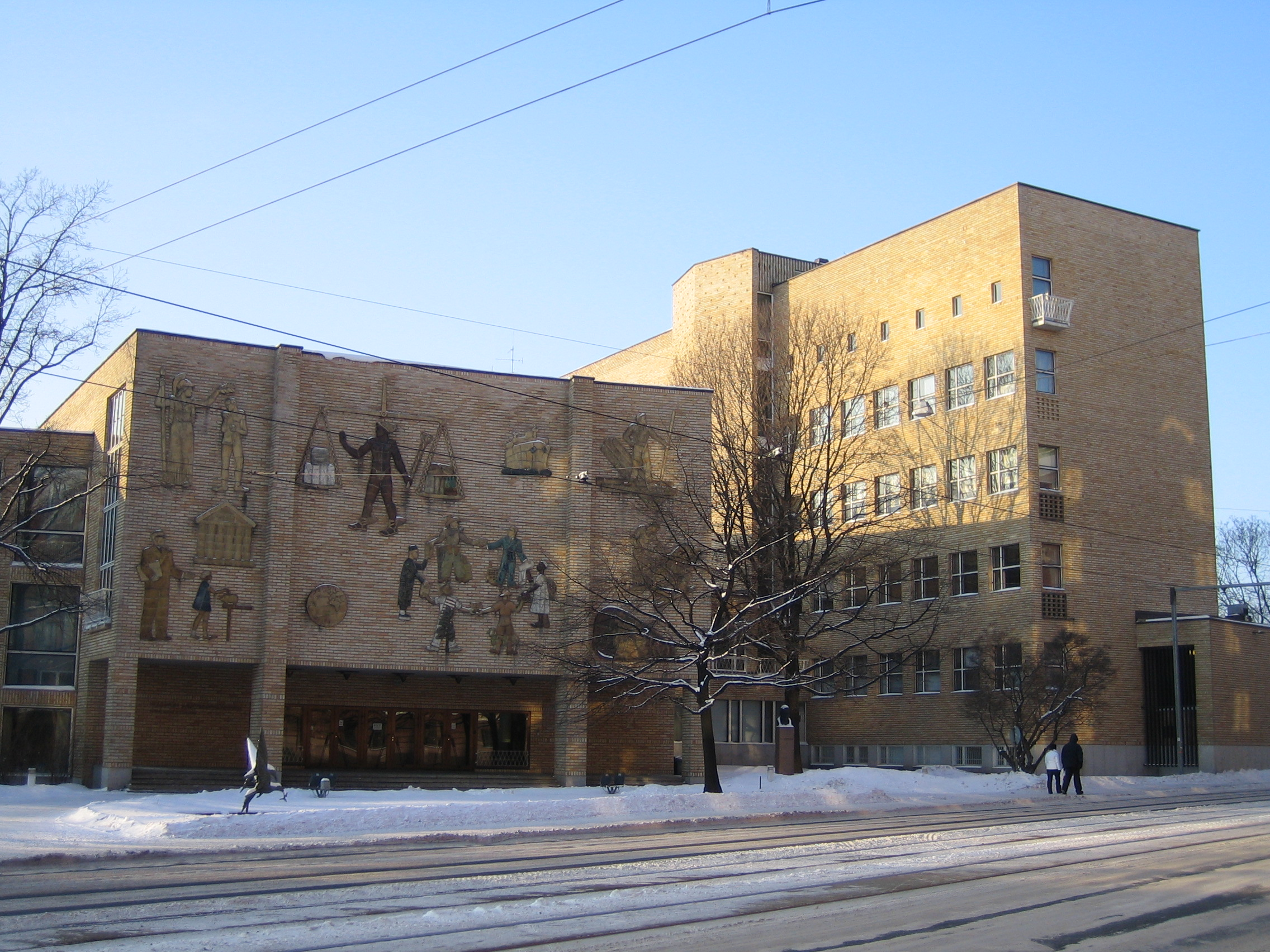

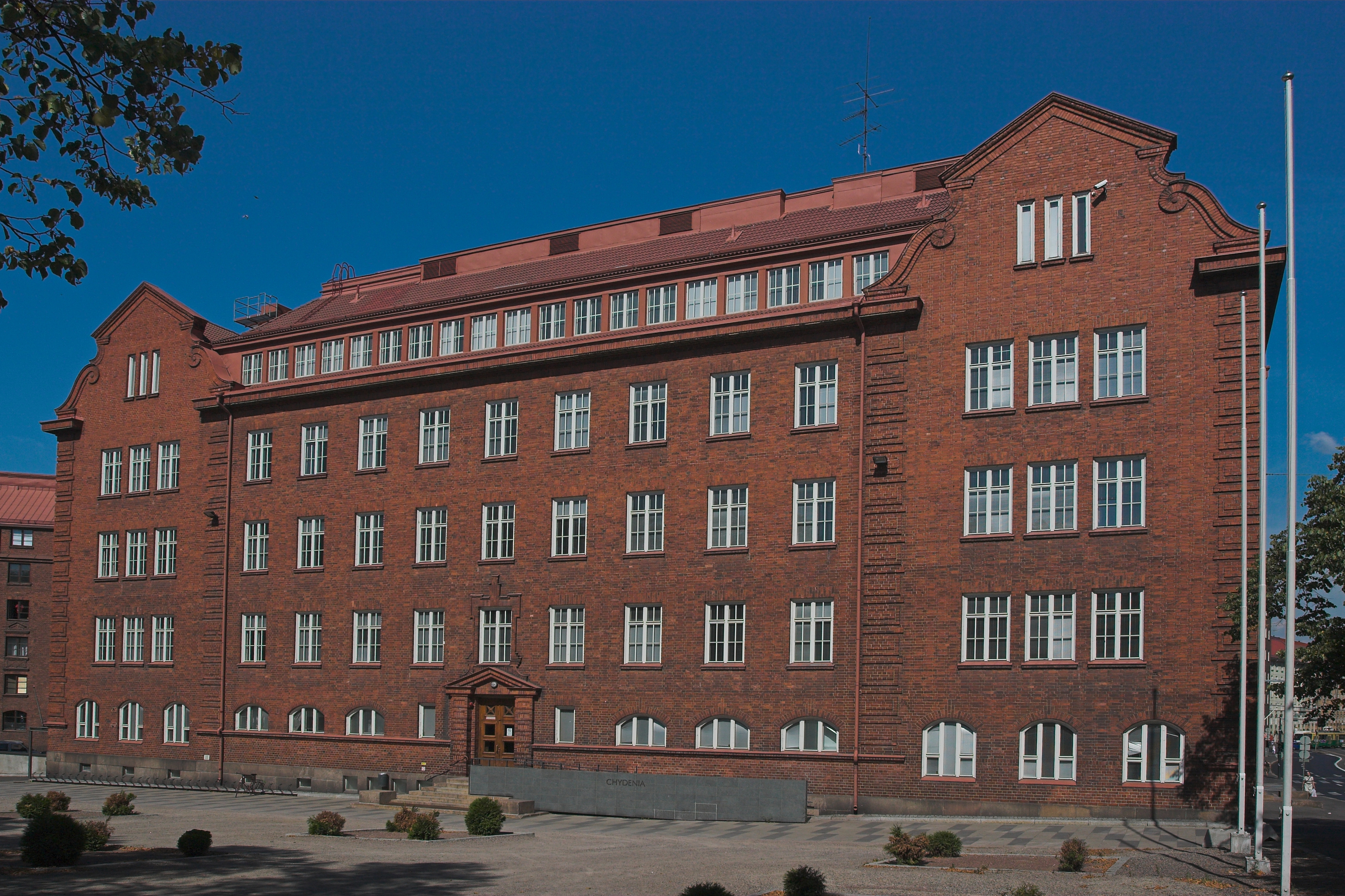
Chydenia, Nebengebäude der School of Economics

Die Handelshochschule Helsinki (finnisch: Helsingin kauppakorkeakoulu HKKK; schwedisch: Helsingfors handelshögskola; englisch: Helsinki School of Economics) – kurz HSE – ist eine staatliche Wirtschaftshochschule in der finnischen Hauptstadt Helsinki. Sie beherbergt über 4.000 Studenten und rund 500 wissenschaftliche Angestellte. Sie ist mittlerweile auch unter dem Namen Aalto University School of Business bekannt.

## Geschichte
Die Hochschule wurde 1904 gegründet und erhielt am 16. Januar 1911 unter dem Namen Handelshochschule (finnisch: kauppakorkeakoulu) Hochschulstatus. Im ersten Jahr waren 117 Studenten eingeschrieben.
Ein Doktorprogramm wurde 1931 eingerichtet, doch der erste Doktortitel wurde erst 6 Jahre später, am 27. Oktober 1937 verliehen.
Erst 1974 wurde der bis dahin gültige Name Handelshochschule in Handelshochschule Helsinki geändert. Der Umbenennung ging eine engagierte Debatte der Nationalisierung voraus: Gegner befürchteten einen Verlust der Autonomie und der traditionellen Bindung in die Wirtschaftswelt. Deswegen wurde ein Teil des Hochschul-Eigentums auf die Stiftung der Handelshochschule Helsinki übertragen.
Zum 1. Januar 2010 wurde sie mit der Technischen Universität Helsinki und der Hochschule für Kunst und Design Helsinki zur neuen Aalto-Universität zusammengeschlossen. Gleichzeitig wurde die Handelshochschule Helsinki umbenannt in Aalto University School of Economics. Zum 1. August 2012 benannte sie sich in Aalto University School of Business um.

## Organisation
Es gibt fünf Fakultäten. Dekan der Hochschule ist Ingmar Björkman.
Neben dem Standort in Helsinki bietet die HSE auch einen Bachelor-Studiengang auf dem Schwestercampus im 250 km nordöstlich gelegenen Mikkeli an. Dort werden Veranstaltungen im dreiwöchentlichen Turnus angeboten und von Professoren betreut.

## Bekannte Absolventen
- Martti Ahtisaari (1937–2023), Politiker und Diplomat
- Sari Baldauf (* 1955), Managerin
- Tuomo Hatakka (* 1956), Manager
- Barbro Owens-Kirkpatrick (* 1946), Diplomatin
- Johanna Paasikangas-Tella (* 1974), Schachspielerin
- Sirpa Pietikäinen (* 1959), Politikerin
- Pekka Rauhala (* 1960), Ringer
- Olli Tahvonen (* 1958), Wirtschaftswissenschaftler
- Sonja Tirkkonen-Condit (* 1940), Übersetzungswissenschaftlerin
- Eero Vaara (* 1968), Professor für Management und Organisation